# Programmet för köp av den offentliga sektorns tillgångar
Programmet för köp av den offentliga sektorns tillgångar (engelska: Public Sector Purchase Programme, PSPP) är ett av Europeiska centralbankens (ECB) program för köp av tillgångar (APP). Det går i korthet ut på att ECB köper statsobligationer på andrahandsmarknaderna och på så sätt driver upp efterfrågan på dessa värdepapper, vilket i sin tur pressar ner statslåneräntorna. ECB kan på så sätt kontrollera så att statslåneräntorna för de olika euroländerna inte avviker alltför mycket mellan varandra.
PSPP lanserades 2015 i spåren av eurokrisen, och utgör en så kallad icke-konventionell penningpolitisk åtgärd. I februari 2020 antog ECB-rådet en omarbetad version av den ursprungliga rättsakten som inrättade programmet.

## Rättslig tvist
Lagenligheten för PSPP har ifrågasatts mot bakgrund av att artikel 123 i fördraget om Europeiska unionens funktionssätt förbjuder ECB och de nationella centralbankerna från att ge medlemsstaternas nationella, regionala eller lokala myndigheter krediter. Kritiker menar att ECB i praktiken kringgår detta genom PSPP. Efter att PSPP hade inrättats av ECB väckte en grupp av tyska nationalekonomer och politiker talan mot den tyska centralbanken Deutsche Bundesbank vid den tyska författningsdomstolen. De menade att Deutsche Bundesbank, tillsammans med ECB, hade handlat utanför sitt mandat för den monetära politiken inom euroområdet.
Eftersom ECB:s mandat styrs av EU-fördragen begärde den tyska konstitutionsdomstolen ett förhandsavgörande från EU-domstolen i mitten av 2017 för att få unionsrätten tolkad i detta avseende. EU-domstolen konstaterade i sin dom den 11 december 2018 att PSPP var förenligt med unionsrätten och att ECB och Eurosystemet hade agerat inom sitt mandat. Målet bollades därefter tillbaka till den tyska författningsdomstolen. Domstolen, som förkunnade sin dom den 5 maj 2020, väckte stor uppmärksamhet eftersom den förklarade EU-domstolens förhandsavgörande ultra vires, det vill säga den ansåg sig inte rättsligt bunden av EU-domstolens dom med hänsyn till att den ansågs innehålla ”uppenbara brister” då den inte, enligt den tyska författningsdomstolen, hade tagit tillräcklig hänsyn till proportionalitetsprincipen. Medan författningsdomstolen, i enlighet med EU-domstolens tolkning, inte ansåg att det förelåg något brott mot artikel 123 om förbud mot direkta krediter till medlemsstaterna, konstaterade den att ECB och Bundesbank hade gått oproportionerligt långt i sitt agerande. Författningsdomstolen krävde därför att Bundesbank drar sig ur ECB:s program inom tre månader, såvida inte Eurosystemet antar ett nytt beslut för stödprogrammet med tydligare motivering till varför det behövs.
Den tyska konstitutionsdomstolens dom väckte omfattande kritik från flera europeiska institutioner, inte minst eftersom den åsidosatte en rättsligt bindande dom av EU-domstolen om hur EU-rätten ska tolkas. Konstitutionsdomstolen å sin sida menade att EU är inrättat genom internationella avtal och att dess institutioners befogenheter därför måste vara föremål för oberoende granskning, inte enbart av EU-institutionerna själva. ECB meddelade att centralbanken var fortsatt helt inriktad på att göra allt i sitt mandat för att säkerställa prisstabilitet inom euroområdet. ECB poängterade också att EU-domstolens förhandsavgörande hade konstaterat att ECB hade handlat inom sitt mandat. En majoritet i ECB-rådet ansåg att ECB och Eurosystemet inte borde rätta sig efter den nationella konstitutionsdomstolens dom eftersom det skulle undergräva hela centralbankssystemets oberoende.
EU-domstolen konstaterade den 8 maj 2020 att den har ensamrätt att tolka EU-rätten och att dess förhandsavgörande är rättsligt bindande för de nationella domstolarna att följa. Den 10 maj 2020 meddelade Europeiska kommissionens ordförande Ursula von der Leyen att kommissionen kommer överväga att dra Tyskland inför EU-domstolen för fördragsbrott. Hon upprepade också EU-domstolens ensamrätt att tolka EU-rätten.